# Knemodynerus farquharensis
Knemodynerus farquharensis är en stekelart som först beskrevs av Cameron 1907.  Knemodynerus farquharensis ingår i släktet Knemodynerus och familjen Eumenidae. Inga underarter finns listade i Catalogue of Life.